# Mellétei Barna család

## Barna (mellétei) család története
Ősrégi gömöri család, mely a Mellétei, Dévényi, Barócz, Abacs és Alacsky családokkal közös törzsből származik. Nemzetségük fészke Melléte, melyet már az Árpádok alatt bírtak. Mellétei Barna Mihály ismert genealógusunk a család származását egész Tivald gömöri várkatonáig viszi fel, aki a hagyomány szerint II. Endre király alatt a szentföldi hadjáratokban tüntette ki magát, amiért a Mellétével szomszédos Özörényt kapta adományba. Tivaldnak unokája, Miklós 1291-ben kir. udvamok volt. A családot Zsigmond király 1411-ben új adománnyal erősítette meg ősi mellétei jószágában. Mellétei Barna Miklós 1463-ban több társával együtt méhi határából egy darab földet Szentiélekhez foglalt (ma Oldalfalva helysége), araiért 1475-ben vizsgálat folyik ellene. Ugyan-ebben az évben M. Barna Lőrinc ellen az a panasz merült fel, hogy Bebek György vezetése mellett több gömöri nemessel részt vett Dobsina pusztításában. Bebek György ugyanis társaival és embereivel a dobsinai bányászokra tört, bányáikat elfoglalta s nekik nagy károkat okozott. Mellétei Barna Miklós, Lőrinc, Mihály, György és János 1483-ban meg akarták szerezni a Kövecsesi Dancs György kövecsesi, keszi, szentdeme- teri, horkai, más néven malai, herepáni és répási jószágait, de ez ellen Szentkirályi Gergely a Dancs György gyermekeinek nevében tiltakozott. Mellétei Barna Imre fiát, Miklóst 1488-ban elégítik ki a Szkárosiak Szkárosi Fityke Balázs jószágából, akinek Ilona nevű lánya az ő anyja volt.
A család a XVI. században Horkán is nagy jószágnak ura. Az 1554. évi összeírás szerint Barna Jánosnak és Jakabnak Horkán (Malán) 4 jobbágytelke volt. Ugyanebben az évben nemes horkai Barna Miklós és Demeter Malah faluban fekvő egy puszta telek felét 40 forintért adják el Mály Kátoly Andrásnak.
A családból a múltban sokan viseltek megyénkben tisztségeket. Barna Imre 1470-ben, Barna Miklós 1510-ben szolgabírák voltak. Barna Ferenc pedig 1573-1580-ig alispánunk volt. Barna András (1613-1620) táblabíró, esküdt, szolgabíró. Barna Mihály 1634-ben szolgabíró, 1639- ben táblabíró. Barna Lukács és György l64l-ben, Mihály 1660-ban táblabírák. Ez utóbbi Gersei Pető tábornokhoz követje is volt megyénk¬nek, 1666-ban pedig alszolgabíró. Barna Zsigmond 1668-ban, Gergely 1676-ban, Ferenc 1695-ben, Antal 1770-ben megyénk kapitányai voltak. Barna Imre 1737-ben ügyész, Ferenc 1753-ban szolgabíró. Ifj. Barna Imre előbb esküdt (1770), majd al-, később főszolgabíró (1783). Barna István 1780-90-ig esküdt, 1818-ban főbiztos Pelsőcön, Albert 1821-ben jegyző, István 1823-ban alszolgabíró.
A család egy ága Abaúj megyében virágzik. Őse Barna Farkas, ki 1552-ben az egri várban vitézkedik. Három jeles fia maradt. Ezek közül Farkas 1591-1600-ig abaúji táblabíró, György 1624-ben szintén, 1628-ban országbírói titoknok, az 1635-ös, 37-es és 47-es országgyűléseken Abaúj megye követe, 1647-ben országbírói ítélőmester. Harmadik fia, Ferenc 1632-ben abaúji táblabíró, 1650-53-ig alispán. Ekkor, mivel neje, Czéczey Dorottya török fogságba esett, leköszönt. Fiai közül ifj. György abaúji követ, Mihály táblabíró, Ferenc (1656) másodalispán.
A család más ága Zemplénbe származott. Közülük való M. Barna Mihály
(sz. 1810-ben), 1832-ben a Zemplén megyei róm. kát. klérus ügyésze, 1845-ben Zemplén és több megye táblabírája, 1850-ben a zempléni cs. kir. törvényszék előadó ülnöke, 1856-tól kassai pénzügyi előadó, ügyész. Egy nagy genealógiai, családtörténeti munkája, mely az ország összes nevezetesebb családaira kiterjed, a Nemzeti Múzeumba került. Bátyja, Barna Antal 1849-ben mint honvéd hadnagy esett el.
Heves megyében is virágzik a család egy ága, hol 1844-ben János seborvos volt, kinek nemességét Gömör megye bizonyítványa alapján hirdették ki Heves megyében, miután beigazolta, hogy apja nemes származású volt, s a Gömör megyében virágzó mellétei Barna családból származott. Barna János seborvost Horliczkynak is hívták. Ez a neve onnan ered, hogy amikor atyja, ki Miskolcon lakott, a Nádasdy-ezredbe katonának beállt, 2 éves fiacskájának nevelését Horliczky Józsefre bízta. A fiút aztán nevelőapja nevén is szólították.

## A család leszármazási táblái, nagyrészt Nagy Iván műve alapján
|  |
|  |
|  |
|  |

 Forrás: /Dr. Mihályfalusi Forgon Mihály: Gömör-Kishont vármegye nemes családai /
Az első leszármazási tábla egy másik verziója, melyen Lőrinc mester felesége Bebek Margit (Chytneki) is fel van tüntetve.

## A család tagjai által viselt hivatalok
A család tagjai által viselt hivatalokat illeti, arra nézve a megyei jegyzőkönyvek és egyéb hiteles források után a következőket kell röviden elsorolnunk.
Már 1470-ben B. Imre Gömör megye szolgabirája volt. 1506-ban István nádori titoknok. 1569-ben Jánosnak fia György országbírói titkár, meghalt 1579-ben.
1573–1580. Ferencz Gömör megyei másod és első alispán.
1552-ben Farkas Egerben vitézkedett.
1591–1600. másik Farkas Abauj megyei táblabíró.
1613–1620. András Gömör megyei tbíró, esküdt és sz. bíró. 1621-ben Miklós vm. esküdt. 1621. Mihály Abauj v. táblabíró. 1624. György Abauj v. tbíró, majd országbírói titoknok 1628-ban.
Abauj megyénél Ferencz 1632. tbíró. Id. György 1635. és 1637. 1647. orsz. gyülési követ, majd országbírói itélőmester. 1655-ben is követ. Ferencz 1639. kapitány. Ferencz 1650–1653-ban első alispán, midőn leköszönt, mert neje Czéczey Dóra török fogságba esett. 1656. másik Ferencz másod alispán.
Gömör megyében id. Mihály 1634. főszolgabíró. 1639. tbíró. Lukács 1641. tbíró. György 1641. tbíró. Mihály 1660-ban tbíró és követ gersei Pethő Zsigmond tábornokhoz. Ismét Mihály 1666. alszolgabíró. – 1668. Zsigmond és 1676. Gergely kapitányok. 1688. Mihály tbíró. 1695. Ferencz kapitány. 1698. Péter tiszti alügyész. 1737. Imre ügyész. 1753. Ferencz szolgabíró. – 1770. Antal kapitány, ifjabb Imre esküdt, 1777-ben alszolgabíró. 1783. szbíró. – 1780–90. István r. esküdt, 1818. főbiztos Pelsőczön. – 1821. Albert jegyző. 1823. István alszolgabíró.
Simonnak fia János 1729. kir. harminczados, György 1741. kir. posta tiszt Kassán. Említett Barna György Abaúj megyei követnek és ítélő-mesternek kitüntetéseiről az 1635–1647. 1649. és 1655. évi országgyűlési törvényczikkek is tanúskodnak.
A család ősi birtokai Gömörmegyei Melléte és Horka helységek, és az azok közelében eső özörényi és malhai puszták, mely utóbbiak Horka helységgel együtt máig legnagyobb részben a család tulajdonai, míg Mellétén csak Barna István és Lajos bírnak jelenleg.
Gömör megyén kivűl József ága (III. táblán) Zemplén megyében lett honos, ebből Józsefnek fia Mihály (szül. 1810.) már 1832-ben a Zemplén megyei r. c. clerus ügyésze, 1845-ben Zemplén s több megye táblabírája, 1847-ben Zemplén v. törv. széke választott birája, 1850-ben ugyanott a cs. k. törvényszék előadó ülnöke, 1856-tól pedig Kassán cs. k. pénzügyi előadó társ-ügyész.
Nejétől Reviczky Máriától gyermekei közül Bertalan 1861-ben a Zemplén megyei akkori törv. széknél igtató, 1862-ben köz- és váltóügyvéd, és Zemplénben kassai cs. kir. ügyészet képviselője.
Mihály testvére Antal, honvéd hadnagy 1848-49-ben.

## Okleveles kivonatok
A család történetére és birtokviszonyaira a sok adat közül terünkhöz képest csak a következő okleveles kivonatokat adhatjuk:
1249-ben Miklós vitéz, neje Agatha és gyermekei és rokonai előtt végrendelkezik, melyben többi közt atyja Thiwald mellé az özörényi sírkertbe kívánja magát temettetni *.
1291. Miklósnak fiai Miklós és Gergely III. András királytól az 1226. évi adomány át írását nyerik.
1353-ban Lőrincz mester néhai Barna Miklós kir. udvarnok fia, neje Margit néhai Chytneki Domokos leánya részéről testvér sógora Chytneki György comessel minden pereire nézve végképen kiegyezik *. 91Ezen házasság által növekedett a Barna család tekintélye és a ma is birt Ivánkai pusztában kapott résszel birtoka. ( Chytneki Domokos= a Bebek ág alapítója, Bebek Domokos, Cthytneki György= I. Bebek György hevesi főispán, Domokos fia )
1411-ben Demeter, Lőrincz mesternek fia, úgyszintén fiai István, Miklós és János még kis korúak (mindnyájan de progenie olim Thyvaldi) Zsigmond király által adományozott Horka és Melléte helységbeli birtokokba beiktattatnak.
1453-ban Demeter fiának Miklós mesternek neje Vay Kata végrendeletet tesz férje és ennek halála esetére gyermekei István és Orsolya javára a szepesi káptalan előtt, megemlítvén sógorát Barna Lőrinczet is, és Benedek fiát Jánost, kiknek a 16 darab arany paraphenum árán szerzett horkai részt vissza adatni rendelé halála esetére. Ugyan ez évben melléthei Barna István és fiai Pál és Lőrincz, és Jánosnak fiai Tamás és Imre a mellétei Abach és melléthei Barocz János és Bereczk által nekiek elidegenített mellétei birtokrészt birtokában 15 nap alatt felmutatandó okirat feltétele mellett Czobor Mihály gömöri főispán által meghagyatnak *.
1470-ben Derencsényi Imre Gömör várm. alispánja és szolgabírái bizonyítják, hogy mellétei Barna Imre szolgabírósága korában a testvér öcscse Tamás által kezelt mellétei birtokot Barna István fiainak Lőrincz, Mihály, János, Miklós, Györgynek és már elhalt Pálnak öt aranyban elzálogítá.
1479-ben m. Barna Miklós birtokos Zentléleken és biztos hatalmaskodási iránti eljárásban *. 1483-ban B. Miklós, Lőrincz, Mihály, György és János ellen a kövecsesi, keszi és horkamalahi birtokrészek végett Danch György gyermekei tiltakoznak.
1494-ben Ablonczy Tamás és m. Barna Miklós fia István Gömör m. városban szerzett javaikba II. Ulászló király beleegyező adománya folytán beiktattatnak.
1505-ben Barna Miklós beleegyezésével Vay Balás a vajai határban három darab földet 3 aranyban Thibay Jánosnak és Demeternek zálogba ád.
1508-ban B. István, János, Miklós és Pál néhai Istvánnak fiai Zsigmond királynak 1411. évi mellétei és horkai adomány leveleiket a szepesi káptalan által hitelesen átíratják.
1531-ben m. Barna Pál, nagy anyja Vay Kata utáni örökségi 92birtokokra nézve, Vay Orbánnal egyezségre lép csoltói Basó Péter, m. Barócz Benedek és Beretkei Miklós választott bírák előtt.
1539-ben sz. erzsébeti Barna Benedeknek fia János Horkán jobbágytelkét horkai B. Gergely fiára Pálra örökösen átruházza.
1541-ben m. Barna Ferencz özvegye Erzse, s gyermekei Ferencz és Tamás recski jobbágy telekről Giczey Jeromostól örökbevallási levelet kapnak.
1542-ben h. B. Gergelynek fia Pál Horkán jobbágytelkét B. id. Ferencz fiainak Tamás, Jakab és Ferencznek 40. m. forintért örökösen eladja.
1550-ben h. B. Istvánnak fia ifj. Pál horkai jobbágytelki puszta részét, melyet atyja sz. erzsébeti B. Jánostól vett, m. Barna Ferenczre beiratosan átruházza.
1552-ben B. Pál özvegye s gyermekei Mátyás, Lőrincz, Kata ellen a szepesi káptalan előtt tiltakoznak néhai Vay Ferencz maradékai részéről a vaji udvarteleknek tervezett eladása és Thibay Gergely általi megszerzése ellen.
1554-ben h. B. Miklós és Demeter horkai fél jobbágytelket malahi Katolyi Andrásra ráháznak.
1562-ben Monay Klára Makó Istvánné és Kata utóbb m-Barna Pálné, néhai Monay Jánosnak leányai Abauj megyei ősi monaji és szolnoki birtokjogokra I. Ferdinand király által fiúsítatnak és azokban Vendéghy Gergely kir. ember által bevezettetnek.
1579-ben Pathó Kata B. Mátyás hitvese részére az atyja néhai magasmarti Pathó Menyhért után illető javakból részét Báthori István országbíró kiadatni rendeli.
1580-ban m. B. Ferencz és neje Horváth Klára horkai kerti puszta belsőséget és malahi szilvásukat m. B. Andrásnak elzálogítják. Ugyan az ugyan azon évben mint Gömör megyei alispán Horkán Malahy Péterrel puszta belsőséget cserél. 1582-ben B. Ferencz szintén mint alispán B. Páltól megszerzi horkai jobbágy telkét.
1582-ben zendi Fuló Mátyás, Zemerey Albert, szalai Bakó Benedek és Zemerei Erzse Barna Farkasné Abauj megyei szalai és bakóházi birtokukba uj kir. adomány mellett beiktatnak.
1589-ben Monay Kata m. B. Pálné néhai Büdy Dorának Gergely leányának örököse Abauji Büd és Bihar, Bereg, Ugocsa megyei helységekben ősi öröksége iránt Büdy Gergely fiának Mihálynak fiát ifj. Mihályt Rudolf császár parancsa mellett a leleszi convent által idézteti. 1592-ben keresetét Büdy Mihály és István ellen megnyeri, 93és a per végrehajtása Pédery Lázár Abauj v. alispánhoz áttétetik. 1596-ban mit gyermekei törv. gyámja 300 frtban monaji és szolnoki részét Monay Gáspárnak elzálogítja. 1600-ban már Horváth János özvegye, első férje Barna Páltól származott leánya Klára életkorát a jászói convent által revideáltatja.
1590-ben zentmártoni Farkas Pál saját fiának Istvánnak, úgy Barna Mátyás fiának Miklósnak gyámja részére a Pathó Menyhért és Gáspár ellen vitt örökségi per a föllebbezési székről végrehajtás végett vissza küldetik.
1600-ban Zemerey Erzse Barna Farkas özvegyének és fiának Mihálynak meghatalmazottja Lánczy János azok részére Kupay György Zemplíni szolgabíró kiküldetését kéri.
1607-ben Korláth Istvánné Anna, runyai Soldos Péterné Kata, és Báthory Zsigmondné Zsuzsa, néhai Barna Ferencznek leányai férjeik által egy részről, más részről néhai B. Jakab leányai Zsófia Bethes Jánosné, Anna, mellétei Dévény Mártonné, és leánya Bora Gergellaky Miklósné a horkai és mellétei birtok részek iránt, melyeket említett B. Jakab fiának Pálnak török fogságból kiváltása végett elidegenített, de mostohája Basó Erzsébet ifj. B. Ferencz édes anyja maga pénzén kiváltott, egymásközt egyezségre lépnek.
1623-ban m. Barna György maga s testvére Ferencz nevében, különben fiai néhai Farkasnak, ki fia volt Mihálynak, ez pedig fia Istvánnak, a mellétei, horkai és özörényi jószágok birtoklatába becsúszott azon leányág ellen, mely említett István testvérétől Barna Jánostól, és ennek Ferencz fiától Gömör megye egykori alispánjától származik, gróf Eszterházy Miklós nádor előtt tiltakozik.
1624-ben B. Gáspár és nővére Klára néhai B. Pálnak Monay Katától gyermekei felső-büdi részöket Czeke Jánosnak és nejének Borsvay Borának 150 frtért elzálogítják.
1633-ban m. Abach István, néha A. Gergelynek fia, a testvére A. Balás magvaszakadtából ősi jogon reá háromlott mellétei birtokrészt m. Barna György és testvéreknek, mit legközelebbi vérrokonokra, kikre különben utóbb örökösödési jogon háramlana, 400 frtért az egri káptalan előtt bevallja.
1633-ban Czéczey Dorkó, néhai B. Ferencz özvegye és fiának Istvánnak gyámanyja, nem különben Usz István és neje Kata, említett B. Ferencz nevében is a Zemplén megye hegedűsfalvi és hozzá tartozó jószágokat Szirmay Péter özvegyére 4000 frtért átruházzák, Drugeth György özvegyének tiltakozása mellett. Ugyancsak Czéczey Dorkó 941674-ben több gyermekei elhaltával, elhalt leánya Kata Usz Istvánné gyermekei Usz Gábor, Zsigmond, Blint és Erzse javára végrendeletet tesz. Ugyan ő 1675. jan. 28-án rokonának Barna Mihálynak és ennek atyjának B. Mihálynak néhai férje iránti hű szolgálataiért a horkai és ehhez tartozó özörényi, malahi, ivánkaházi pusztákban szerzett földjeit s rétjeit át ruházza. Ugyan ez évben febr. 8-án pedig elészámlált számos birtokairól végrendeletet tesz.
1668-ban Barna Lukács fiának Zsigmondnak fia István az özörényi pusztabeli birtok iránt atyja és Giczey Gábor közt keletkezett egyezség ellen a leleszi conventben tiltakozik.
1696-ban azon szavatossági perre nézve, melyet B. Zsigmond özvegye Beyczy Anna, ugy fia István özvegye Dobos Judit a levárti birtokrész vissza váltása iránt Usz Gábor, Zsigmond, Bálint és Erzse, előbb Nikházy Györgyné, akkor Melléthey Györgyné kezdettek, országbírói késleltető parancs kelt.
1612-ben Ivánkai János az atyja néhai ivánkai Balog Pál által rövid időre néhai Barna Pálnak és nejének Monay Katának elzálogított ivánkai puszta birtokrész végett B. Pál fiát Andrást idézteti. 1621-ben pedig nevezett B. András, az atyja Pál által Kálmánczay Istvánnak elzálogított horkai, mellétei stb. birtokrészekre 80 forint auctiót vett fel.
1633-ban B. Mihály és neje Básthy Erzse fiokat B. Mihályt 500 frtért török fogságból kiváltják.
1635-ben m. Barna Máté, Jánosnak fia horkai és más birtok részeiből több darabot testvére András gyermekének Mihálynak, Andrásnak, Jánosnak és Istvánnak zálogba ád. Nevezett Andrásnak Chobánkai Klárától említett fiai 1635. május 31-én osztoztak. 1639-ben ismét B. András és nevezett fiai, valamint nevezett Máté s fiai György és Miklós, Batta Györgytől és fiától Jánostól zádorfalvi lakosoktól az ivánkaházi pusztában részt vesznek zálogba, és ugyan ezen évben ujra megosztoznak.
1645-ben m. B. Mihály és fivérei István, János és András a még akkor élt Andrásnak Chobánkai Klárától fiai az atyjok testvérétől Ferencztől Horkán szerzett birtokrészt Barna Máténak elzálogítják.
1652-ben B. András és neje Chobánkai Klára, és fiok Mihály nejével Básthy Erzsével Borsod megyei egyházas-arlói, kisbolyki és zádorfalvi birtokrészeiket Dapsy Miklósnak és nejének Barna Borának, a kis csoltóit pedig 40 frtba Nagy-György Péternek elzálogítják.
951664-ben Barna Mihály, György és Zsigmond néhai Malahy Anna maradéki Malahy Gergely utáni malahi puszta birtok elidegenítése miatt a Malahy rokonok ellen tiltakoznak.
1670-ben B. Mihály özvegye Básthy Erzse és fia B. Mihály, ennek nejével Ragályi Katával pelsőczi részöket elzálogítják.
1677-ben B. András néhai atyja Mihály után reá és testvérére Gergelyre és ifj. Mihályra háromlott horkai házhely és tartozékai harmadrészét említett Barna Mihálynak 60 évre zálogba adja.
1693-ban Barna Zsigmond özvegyétől Bejczy Annától Kálmánczai Pálné Dobos Judit (előbb B. István édes anyja), pénzt vévén fel, azt részletezve elismeri.
1700-ban idősb János fia Miklós, vérrokonai jogfentartója hg. Eszterházy Pál kir. helytartó előtt kimutatván, hogy a m. Barna család magvaszakadt állapotban nincs, mert Ferencz és János fivérein kivűl is többen élnek, az e czím alatti adományozást vissza utasítatni kéri.
1616-ban Battha Mihály és György és a Horkai nemesek a Barna Jánosnak elzálogított horkai részüket annak fiaira Barna András és Mátéra is átruházzák.
1639-ben Barna Pál fiának Jánosnak fia Máté, néhai Péternek fia Lukács, Andrásnak fia János, és végre néhai Farkasnak fia Ferencz Korláth Juditnak Máriássy Andrásnénak Horkán Berczik Benedek nevű jobbágyukat és telküket elzálogítják. Nevezett Máténak fia György 1665-ben atyja által Horkán 1640-ben elzálogított udvartelkére auctiót vesz föl. Ugyan ezen György Fris helységbeli telkét elidegeníteni akarván, az ellen 1675-ben Tibay Klára Náprágyi Györgyné tiltakozott Gömör megye előtt. 1703-ban említett Györgynek fia András adományos nemességéről Gömör megyétől bizonyítványt kap.
1652-ben B. id. Mihálynak fia Mihály neje Ragályi Kata jogán kis-csoltói pusztabeli telkét tartozékaival Nagy-György Péternek zálogítja.
1694-ben elismertetik, hogy néhai B. Mihályné Ragályi Kata után négy fiára maradt adósságot a legidősb fiú Simon özvegye Pekáry Kata id. Lónyay Ferencz részére lefizetvén, per megszüntetett.
1712. mart. 5-én osztoztak meg B. Péter özvegye Lithomericzk Julia és gyermekei B. Ferencz, Imre és Julia.
1748-ban B. id. Mihály legidősb atyafi és nemzetségi oklevelek gondviselője a Barna család ősi birtokainak bezavarása ellen, 96melyeket Lónyay Ferencz Horkán és több helyen Lónyay Ferenczre átruházott, ünnepélyesen tiltakozik. 1749-ben Draskóczy id. Sámuel és fiai Ádám és Sámuel a mellétei birtokrészekre adományt is szereztek, de a beiktatásnak ellent mondott B. István.
Hasonló birtokjogi viszonyokról szólnak még a múlt és most folyó század számos oklevelei, melyek közlését azonban a tér hiánya miatt is mellőznünk kell.
Forrás: /Nagy István: Magyarország családai Pótlék kötet. Barna család (Melléthei és Horkai)/